# Котков, Николай Иванович
Никола́й Ива́нович Котко́в (11 августа 1924, с. Староивановка, Воронежская губерния — 27 сентября 1943, Каневский район, Черкасская область) — красноармеец Рабоче-крестьянской Красной Армии, участник Великой Отечественной войны, Герой Советского Союза (1944).

## Биография
Николай Котков родился 11 августа 1924 года в селе Староивановка (ныне — Волоконовский район Белгородской области). Окончил девять классов школы. В 1943 году Котков был призван на службу в Рабоче-крестьянскую Красную армию. С того же года — на фронтах Великой Отечественной войны, был автоматчиком 722-го стрелкового полка 206-й стрелковой дивизии 47-й армии Воронежского фронта. Отличился во время битвы за Днепр.
25 сентября 1943 года Котков переправился через Днепр в районе села Келеберда Каневского района Черкасской области Украинской ССР и принял активное участие в боях за захват и удержание плацдарма на его западном берегу, уничтожив большое количество солдат и офицеров, а также несколько огневых точек противника. 27 сентября 1943 года Котков погиб в бою. Похоронен в селе Прохоровка Каневского района.
Указом Президиума Верховного Совета СССР от 3 июня 1944 года за «образцовое выполнение боевых заданий командования на фронте борьбы с немецкими захватчиками и проявленные при этом мужество и героизм» красноармеец Николай Котков посмертно был удостоен высокого звания Героя Советского Союза. Также посмертно был награждён орденом Ленина.